# Mohamed Jedidi
Mohamed Jedidi (Grombalia, 10 settembre 1978) è un ex calciatore tunisino, di ruolo attaccante.
Con la Tunisia ha partecipato alla Coppa delle nazioni africane 2004 e al torneo olimpico di Atene 2004, durante il quale, nella partita contro la Serbia e Montenegro ha dovuto battere per sei volte un calcio di rigore assegnato dall'arbitro tahitiano Charles Ariiotima.